# Xiaowei Zhuang
Pour les articles homonymes, voir Zhuang.
Xiaowei Zhuang (chinois simplifié : 庄小威 ; pinyin : Zhuāng Xiǎowēi), née le 21 janvier 1972, est une biophysicienne américaine d'origine chinoise. Elle enseigne et dirige ses recherches au département de physique et au département de chimie et de biologie chimique à l'université Harvard. Elle est également chercheuse associée au Howard Hughes Medical Institute. Elle est connue pour ses travaux sur le développement d'un microscope à super-résolution nommé STORM (Stochastic Optical Reconstruction Microscopy) et pour la découverte de nouvelles structures moléculaires.

## Éducation
En 1991, Zhuang a obtenu son baccalauréat universitaire en sciences en physique à l'université de sciences et technologie de Chine. Elle a ensuite passé sa maîtrise universitaire ès sciences à l'université de Californie à Berkeley. Elle y a effectué un doctorat en physique en 1996 sous la direction de Yuen-Ron Shen (en). Entre 1997 et 2001, elle a effectué ses recherches postdoctorales au laboratoire de Steven Chu à l'université Stanford. En 2001, elle commence à enseigner au département de physique et au département de chimie et de biologie chimique à l'université Harvard.

## Recherches
En 2006, le laboratoire de Zhuang a inventé le microscope STORM, un microscope à fluorescence en champ large à super résolution permettant de dépasser la limite de diffraction. Ce laboratoire a également découvert plusieurs molécules de colorants faisant office de commutateur optique qui ont permis de tracer des cellules et des molécules émettant de la lumière une par une,,.
En utilisant STORM, Zhuang et ses collègues ont étudié une variété de systèmes biologiques, allant des organismes à cellules uniques à des tissus complexes du cerveau. Ces études ont mené à la découverte de nouvelles structures cellulaires, telles que les squelettes périodiques membranaires dans les axones des neurones, et a fourni un aperçu de nombreuses autres structures cellulaires,,. Le laboratoire de Zhuang a également étudié l'organisation en trois dimensions des chromatines et des chromosomes dans le noyau cellulaire ou encore la régulation de l'expression des gènes.
En 2015, Le laboratoire de Zhuang a inventé une méthode d'imagerie transcriptome monocellulaire nommée MERFISH (multiplexed error-robust fluorescence in situ hybridization), qui permet à de nombreuses espèces d'ARN d'être imagées et quantifiées dans des cellules uniques dans leur contexte natal. Zhuang et ses collègues ont utilisé la molécule unique FRET pour étudier les biomolécules et les complexes moléculaires,,,, et ont développé des méthodes de suivi de virus uniques pour étudier les interactions virus-cellule,,.

## Récompenses et honneurs
- 2003 : Prix MacArthur
- 2004 : Bourse Sloan
- 2007 : ACS Award in pure chemistry
- 2010 : Prix Max Delbrück
- 2011 : Prix Sackler (en)
- 2012 :
  - membre de l'Académie nationale des sciences
  - membre de la Société américaine de physique
  - membre de l'Association américaine pour l'avancement des sciences
- 2013: membre de l'académie américaine des arts et des sciences
- 2015 :
  - membre étranger de l'Académie chinoise des sciences[24]
  - prix de biologie moléculaire de l'académie nationale des sciences américaine
- 2017 : Prix Lennart-Nilsson
- 2018 : Prix Heineken de biochimie et de biophysique de l'académie royale néerlandaise des arts et des sciences
- 2019 : Prix Pearl Meister Greengard
- 2019 : Breakthrough Prize in Life Sciences[25].